# Cyclone (abito)
Cyclone è un abito da sera in satin nero, con ricami a rilievo, composti da lustrini argento ed elementi rosa corallo, creato da Jeanne Lanvin nel 1939. Sotto il bustino fasciante, la gonna si apre in due balze di ricche e morbide pieghe. All'abito può essere aggiunta una cintura, cui pende una cascata di lustrini.

## Storia e descrizione
Cyclone faceva parte di una ricca collezione di alta moda francese, portata a New York dalla signora Ector Munn e dalla signora Mona von Bismarck (moglie di Harrison Williams) che presiedeva "Le Colis de Trianon-Versaille", ramo americano della "WWII French war charity". Nel 1933 Mona era stata nominata "The Best Dressed Woman in the World" - su parere espresso dagli stilisti Coco Chanel, Lucien Lelong, Edward Molyneux, Madeleine Vionnet e Jeanne Lanvin - prima donna americana ad ottenere questo titolo onorifico.

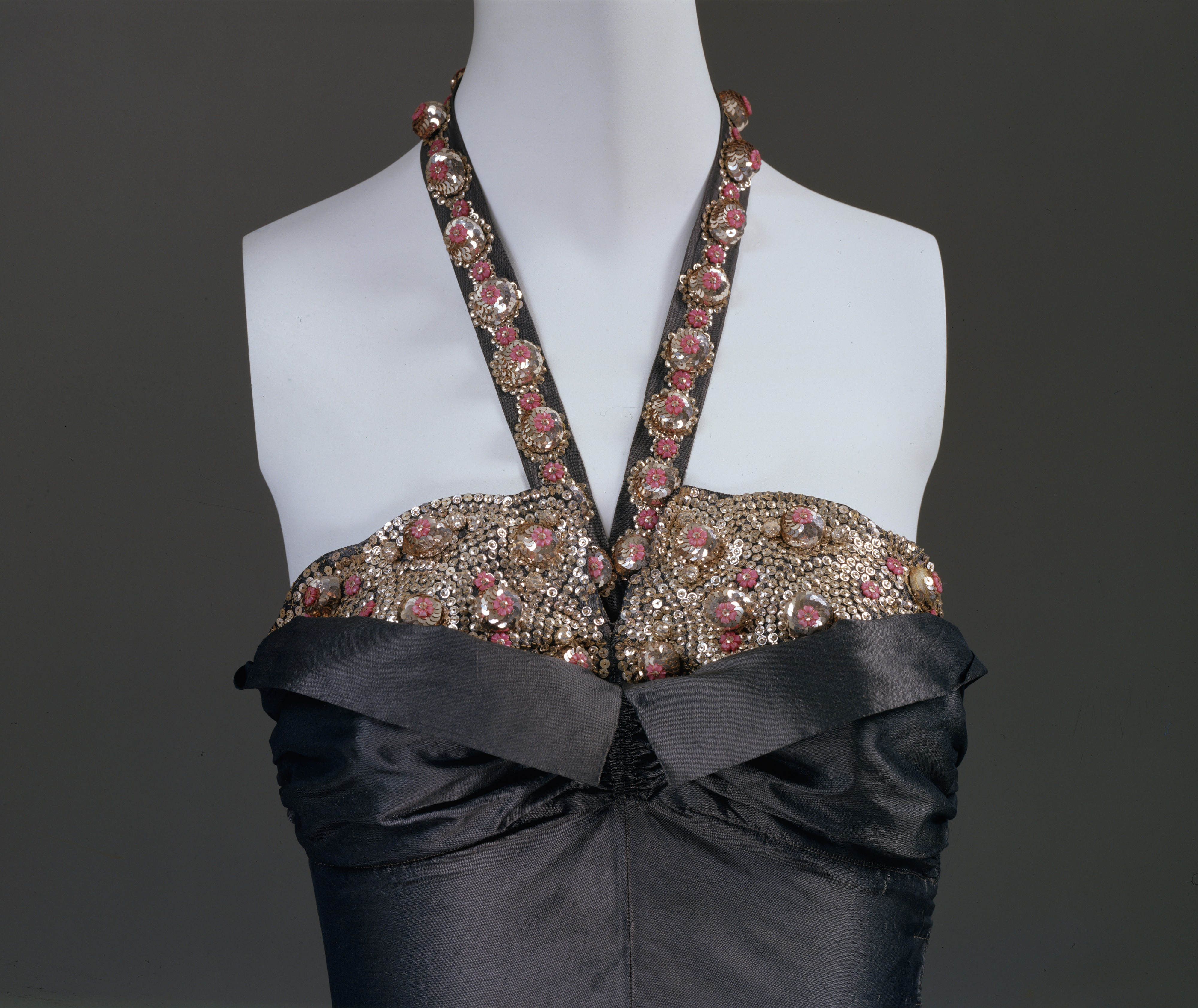
"Cyclone" di Lanvin, MET

Nel 1940, grazie anche all'appoggio di Wallis Simpson, duchessa di Windsor, fu organizzata a New York l'esposizione "Paris Openings", al fine di raccogliere fondi da dare in beneficenza. A questa esposizione, che si svolse al "John Wanamaker Auditorium", furono mostrati abiti da sera creati per grandi occasioni, esempi straordinari del métier di alta moda, prodotti nei cinque anni precedenti la II Guerra mondiale.
L'abito da sera Cyclone era stato disegnato nel 1939 da Jeanne Lanvin per la sua unica figlia, la contessa Marguerite (o Marie-Blanche) di Polignac che fu cantante lirica e che nel 1946 ereditò la maison di sua madre. Secondo Bettina Ballard, editrice di "American Vogue", la cui influenza sul mondo della moda era determinante, Marguerite era dotata di una "bellezza morbida e sinuosa" ed era una donna riservata, poiché preferiva l'intimità del suo salotto, frequentato anche da Cocteau, ai locali aperti al pubblico. Per lei Jeanne Lanvin aveva creato il profumo Arpège, nome ispirato alla musica.
Per la sua fragilità e rarità, l'abito da sera Cyclone non era stato più mostrato dal 1940, ed è stato presentato nel 2002-2003, all'esposizione "Blithe Spirit: The Windsor Set". L'etichetta al suo interno, ricamata con filo rosso su tela bianca, porta la scritta MADE IN FRANCE.